# جزيرة سانتا كروز (الإكوادور)
جزيرة سانتا كروز هي واحدة من جزر أرخبيل غالاباغوس وتبلغ مساحتها 986 كيلومترا مربعا (381 ميل مربع)، وأقصى ارتفاع من 864 متر (2835 قدم) وهو جبل كيرو كروكير.
- تقع في وسط الأرخبيل، وسانتا كروز هي ثاني أكبر جزيرة بعد إيزابيلا، عاصمتها بورتو أيورا.وهي مركز السكان من حيث كثافة السكان في المناطق الحضرية في الأرخبيل وهناك بعض القرى الصغيرة والتي سكانها يعملون في الزراعة وتربية الماشية.
- هذه الجزيرة هي بركان كبير موجود في سبات عميق. وتشير التقديرات إلى أن الانفجارات البركانية وقعت في الماضي بعد نحو مليون ونصف سنة.ويبقى ثقباين كبيرين شكلتهما الصهارة شاهدا على تاريخه البركانيي هما : ميديا لونا ولوس جيملوس.
- نسنضيف الجيرة أكبر عدد من السكان في الأرخبيل وبالضبط بلدة بويرتو أيورا.

## نقاط مهمة في الجزيرة
- محطة بحوث تشارلز داروين
- مقر دائرة الحدائق الوطنية غالاباغوس
- أنفاق الحمم
- السلاحف المدرعة العملاقة
- خليج السلاحف السودء
- سيرو دراجون.
- خليج تورتيجا.
- لوس جيملوس.